# Eddie Rigg
Edward „Eddie” Rigg (ur. 5 grudnia 1919 w Burnley, zm. 1991) – brytyjski żużlowiec.

## Życiorys
W latach 1951 i 1954 dwukrotnie awansował do finałów indywidualnych mistrzostw świata na żużlu, w obu przypadkach zajmując VII miejsca.
W lidze brytyjskiej startował w barwach klubów Odsal Boomerangs/Odsal Tudors (1947–1956) oraz Belle Vue Aces (1957–1958). Dwukrotny medalista drużynowych mistrzostw Wielkiej Brytanii: srebrny (1957) i brązowy (1954).